# نيك روشي
نيك روشي (بالإنجليزية: Nick Roach)‏ هو لاعب كرة قدم أمريكية أمريكي، ولد في 16 يونيو 1985 في ميلواكي في الولايات المتحدة.

## وصلات خارجية
- نيك روشي على موقع مرجع كرة القدم المحترفة.كوم (الإنجليزية)